# Emil Pospíšil
Emil Pospíšil (22. dubna 1958 Olomouc – 14. října 1994 České Budějovice) byl český folkový kytarista, hráč na sitár, skladatel, zpěvák a producent; byl spoluhráčem Oldřicha Janoty, Petra Lutky, Vladimíra Merty, Karla Plíhala, Vladimíra Veita a dalších.

## Nahrávky

### Vlastní nahrávky
- Než se rozední, 2CD, FT Records, 2001

### Jako spoluhráč
- Vladimír Veit: Quo vadis / Ve lví stopě, digitalizované nahrávky dvou původních LP Vladimíra Veita z roku 1980 a 1985, Emil Pospíšil hraje na prvním albu Quo vadis, Brno : Indies, 2002
- Karel Plíhal & Emil Pospíšil, Sony Music – Bonton, 2001, původní nahrávky 1988 dostupné on-line Archivováno 18. 2. 2010 na Wayback Machine.
- Petr Lutka: Budka – album, Response media, 2000, původní nahrávky z roku 1982
- Vladimír Veit: Texty, Šafrán, Švédsko 1982, reedice Sony Music – Bonton, 1997